# Stade Hasely-Crawford
Le Stade Hasely-Crawford (Hasely Crawford Stadium) est un stade de football situé à Port-d'Espagne à Trinité-et-Tobago. Le stade a une capacité de 27 000 places.
Le stade, originellement dénommé « Stade National » (National Stadium), a été rebaptisé le 30 décembre 1996 en l'honneur d'Hasely Crawford, premier trinidadien médaillé d'or aux Jeux olympiques.
Le stade accueille la finale de la Coupe du monde des moins de 17 ans 2001. Il accueille également des rencontres lors de la Coupe du monde des moins de 17 ans 2010.